# Takakura
Imperador Takakura (20 de setembro de 1161 — 30 de janeiro de 1181) foi o 80º imperador do Japão, na lista tradicional de sucessão.

## Vida
Antes da sua ascensão ao Trono do Crisântemo seu nome era Norihito. Ele também era conhecido como Nobuhito. Takakura era o quarto filho do Imperador Go-Shirakawa, e, portanto, tio de seu antecessor, o Imperador Rokujo. Sua mãe era Taira no Shigeko cunhada de Taira no Kiyomori.
Embora Takakura fosse formalmente entronizado, os assuntos governamentais foram controladas por Go-Shirakawa e por Kiyomori.
A filha de Kiyomori, Tokuko, torna-se consorte de Takakura em 10 de junho de 1171.
Nasce o primeiro filho de Takakura com Tokuko, Tokohito (o futuro Imperador Antoku) no dia 20 de dezembro de 1178. Kiyomori, o pai da Imperatriz, vê na oportunidade grandes possibilidades de continuar a dirigir o império.
Em 21 de outubro de 1180, Takakura abdica em favor de Tokohito, dois meses depois acontece a coroação de Antoku.
Takakura faleceu em 30 de janeiro de 1181 aos 19 anos de idade.

## Daijō-kan
- Sesshō, Fujiwara no Motofusa.[3]
- Kanpaku, Fujiwara no Motomichi.[3]
- Daijō Daijin, Fujiwara no Tadamasa.[3]
- Daijō Daijin, Taira no Kiyomori.[3]
- Sadaijin, Fujiwara no Moronaga.[3]
- Sadaijin, Fujiwara no Tsunemune.[3]
- Udaijin, Fujiwara no Kanezane.[3]
- Naidaijin, Fujiwara no Motomichi.[3]
- Naidaijin, Minamoto no Masamichi.[3]
- Naidaijin, Taira no Shigemori.[3]